# Ісабеліно

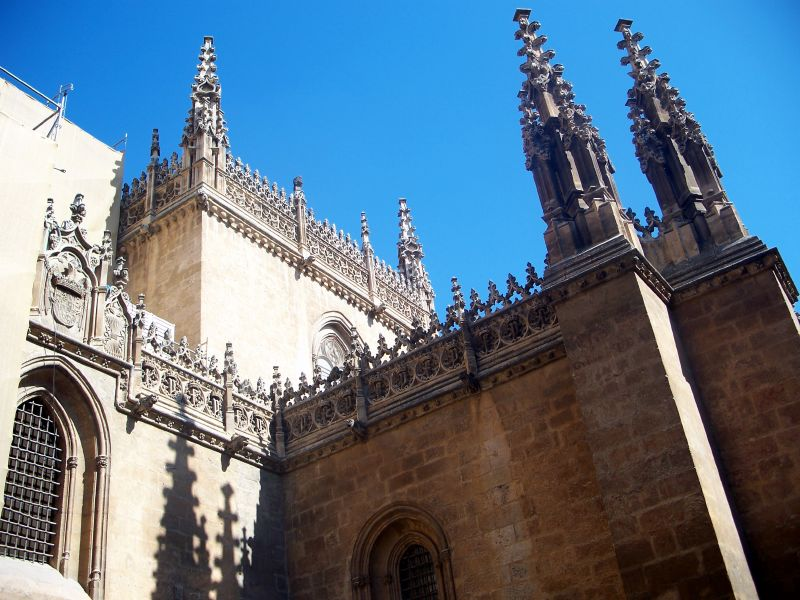
Королівська капела в Гранаді

Стиль ісабеліно (ісп. Gótico isabelino, «готика Ізабели», el gótico Reyes Católicos, «готика Католицьких королів») — напрямок готичної архітектури, який виник у Іспанії до XV — поч. XVI століть, у правління королеви Ізабелли Кастильської (1474-1505) та її чоловіка Фердинанда Арагонського («Католицькі королі»). 

## Характеристика
Головною відмінністю іспанського варіанту готики від класичного європейського є переломлення стилем ісабеліно традицій мавританської архітектури та стилю мудехар з використанням бази досягнень пізньої готики, (який без будь-якого впливу набирав в цей час силу італійського мистецтва, хоч і з використанням його окремих декоративних елементів). 
Звернення до архаїчних прийомів пізньої готики відбивало особистий смак королеви Ізабелли. Багато з будівель в цьому стилі були побудовані безпосередньо на кошти Католицьких королів або ж під їх патронажем. Крім того, правління Католицьких королів, що ознаменували кінець Реконкісти, характеризувалося затвердженням абсолютизму, що проявилося в урочистості архітектури ісабеліно. Також йому властиві фантастичні образи природи. В ісабеліно застосовуються декоративні елементи, які прийшли з Кастилії, а також орнаментика, що має ісламську традицію. Найвпізнаванішою рисою стилю є домінування геральдичних та епіграфічних мотивів, а також шпилі, зображення гранатів і куль. Інші відмінності іспанської готики, крім особливої орнаментації — вікна набагато меншого розміру, незважаючи на можливості, надані конструктивною системою; не настільки виражений нахил покрівлі. Особлива тенденція іспанців до орнаментації знайде вираження в наступному за хронологією стилі архітектури — платереско, іспанському варіанті ренесансного будівництва. 

## Португалія
У Португалії в ту ж епоху розвивався паралельний та багато в чому схожий стиль, який отримав назву мануеліну по імені правлячого монарха Мануеля I Португальського. 

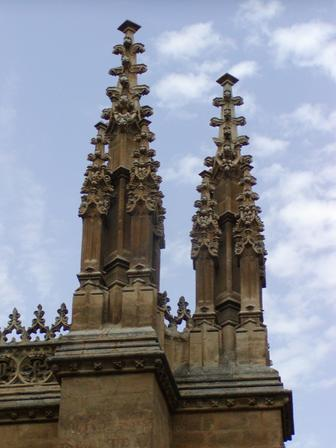
Пінаклі стилю ісабеліно помітно відрізняються від класичних французьких незвичайною «східною» орнаментацією

## Термін
Даний напрямок отримав умовне найменування по імені королеви з легкої руки французького вченого Еміля Берто, який у 1911 вперше ввів його, використавши в монументальній «Загальній історії мистецтв» Андре Мішеля.

## Пам'ятки
- Монастир Сан-Хуан-де-лос-Рейес (Толедо)
- Церква монастиря Сан Пабло (Вальядолід)
- Колегія Сан Грегоріо (Вальядолід)
- Королівська капела (Гранада)
- Монастир Сан Херонімо Ель Реаль (Мадрид)
- Монастир Санто Томас (Авіла)
- Картуха де Мірафлорес (Бургос)
- Палац Інфантадо (Гвадалахара)
- Фасад палацу Хабалькінто  (Баеса)